# Сатанівська дача (діл.21)
Сатанівська дача (діл.21) — колишня ботанічна пам'ятка природи була оголошена рішенням Хмельницького Облвиконкому № 242 від 21.11.1984 року на землях Ярмолинецького лісгоспзагу (Сатанівське лісництво, квадрат 32, виділ 21).
Площа – 2,1 га.

## Характеристика
Об'єкт на момент створення був представлений буково-дубовими насадженнями віком 93 років, висотою 26 метрів та середнім діаметром 40 см.

## Скасування
Рішенням Хмельницької обласної ради № 194 від 26.10.1990 року пам'ятка була скасована.
Скасування статусу відбулось по причині входження об'єкту до новоствореного заказника «Сатанівський».